# 竜二Forever
『竜二Forever』（りゅうじ フォーエバー）は、2002年公開の日本映画である。
1983年金子正次主演・脚本で作られた映画『竜二』を素材にキャスト・スタッフ側から金子の没後までを描いている。
主演の高橋克典は、病いに冒された金子の晩年を演じるため、豆腐とキムチだけの食生活を3週間行い、10キロ減量して撮影に挑んだ。

## キャスト
金子正次
演 - 高橋克典
劇団「エイトマン」の看板俳優だったが解散に伴い、映画の世界に活路を見出そうと自身で脚本を書いて売り込むも頓挫し、自分たちで映画『竜二』を作る事を決意する。だがすでに末期癌を患っており、それを知らないまま『竜二』の製作に全力を尽くす。
田中豊
演 - 香川照之
金子の映画学校時代の同級生。ドキュメンタリー作家だったが金子から劇団「エイトマン」の演出を頼まれる。その後、『竜二』の映画化で監督オファーを一度断るも金子の妻である幸子から金子が末期癌である事を知らされ、幸子の頼みにより映画監督を引き受ける。羽黒大介とは高校時代の同級生。モデルはドキュメンタリー監督・吉田豊。
金子幸子
演 - 石田ひかり
金子の妻。酔っ払いに絡まれていたところを金子に救われ、金子の劇団のオーディションを受けて合格する。いつしか金子と恋仲となって同棲し、金子の薦めにより劇団を退団。一人娘を設けて家族3人で暮らしていたが金子が末期癌である事を知り、田中にのみその事を伝え、映画『竜二』の完成を待ちわびる。
石原範久
演 - 木下ほうか
金子の映画学校時代の同級生。『竜二』のプロデューサーを担当。映画監督志望だがデビュー作は自分のオリジナル作品を希望している事から『竜二』の監督打診を断り、プロデューサーに専念する。撮影現場が混乱して収拾がつかない中で段取りよく的確な指示を出し、後に田中が『竜二』の監督降板を申し入れ、急遽代行としてペンネーム「村川雄三」名義で監督を引き受ける事を承諾する。モデルは大石忠敏こと映画監督・川島透。

### 俳優
荻島慶子
演 - 奥貫薫
映画『竜二』の主演女優(竜二の妻・まり子役)。台本を読んで『竜二』の生き様に自身を重ね合わせオファーを受ける。金子が次第に竜二に変貌していく様子を受けとめ、客観的に「竜二」の本質をとらえており、時おり鋭い助言もする。モデルは女優・永島暎子。
羽黒大介
演 - 高杉亘
ハードボイルドの人気俳優。若手俳優の代表格であり、日本アカデミー賞を受賞するなど名実ともに映画界から嘱望される大スター。金子の親友で自身の主演映画の相棒役に金子を売り込んだり、『竜二』の映画企画の売り込みに協力するも金子が無名である事から実現せず、金子に自分の出番が来るまで待つように諭すも苛立ちと自分への嫉妬と羨望を抱く金子に対して喧嘩別れをする。モデルは俳優・松田優作。
ギンゾー
演 - 堀部圭亮
人気お笑い芸人。映画『竜二』で竜二の舎弟役・直を演じる。金子と田中から直々のオファーにより出演料7万円を分割でお願いされ、当初は気乗りしなかったがマネージャーから自分に芝居は無理だと駄目出しされた事に発奮し、オファーを受ける。金子の本意気の芝居に躊躇し、後に監督交代によりもう一度同じシーンの取り直しで文句を言うも金子やスタッフたちの気迫に押される。モデルはタレント・桜金造。
ギンゾーのマネージャー
演 - 桜金造　※友情出演
金子と田中からの直々の出演オファーにいぶかり、ギンゾーに芝居は無理だからお笑いだけをやるように駄目出しする。
玄ちゃん
演 - 三島ゆたか
羽黒大介のマネージャー。金子の映画初出演の内定に喜んだり、映画『竜二』のクランクイン初日では金子の一日マネージャーを務める。

### 『竜二』スタッフ
辻孝史
演 - 水橋研二
進行・チーフ助監督。新人で気合が入っている。なかなか現場が進まず、監督である田中にスタッフがイメージできるように絵コンテを描くよう求める。
川尻
演 - 田中要次
撮影カメラマン。スタッフ会議の中、ひとりエロ本を読んでいる。
勝山
演 - 岡村洋一
照明スタッフ。撮影現場の段取りが悪く、遅々として進まない現状に苛立ち、キレて降板する。
美木
演 - 佐藤一平
新人スタッフ。初日にギャラが前払いなのか交渉する。
スタッフ
演 - 井澤健
新人スタッフ。髪を後ろに束ねる。

### 血縁者
金子源蔵
演 - 高橋明　※友情出演
金子の父。妻・幸子の知らせにより湯布院映画祭で映画『竜二』の特別上映後、金子と久々に親子水入らずで挨拶を交わす。
金子イネ
演 - 正司花江
金子の母。夫・源蔵とともに息子・正次と再会し、息子の成功に大喜びしている。
金子奈々
演 -
金子の幼い一人娘。映画『竜二』の竜二の娘役として出演する。

### その他
角田栄一
演 - 藤田傳
劇団「エイトマン」の座長。脚本家。金子が映画出演の売り込みをお願いするも自分が紹介できるのは端役であり、劇団の看板を背負っている金子が演るなら主役である事を伝え、自分の出番が来るまで待つよう諭す。その後、突如劇団を離れる。モデルは脚本家・内田栄一。
榊
演 - 笹野高史　※友情出演
飲み屋「かねこ」の客。業界関係者で金子の劇団オーディションを気にかけ、羽黒大介やマネージャーの玄ちゃんから挨拶される。
映画プロデューサー
演 - 山之内幸夫
羽黒大介の紹介で金子と田中に会い、金子の書いた脚本には興味を示すも無名である金子を主役にする事には難色を示し、羽黒が主演なら了承する事を伝える。
劇団員
演 - 西沢仁
劇団「エイトマン」の劇団員。雲隠れした座長の角田の元を金子とともに出向いて〆切りである公演の脚本を催促する。劇団の新人オーディションの審査員を務める。
取材記者
演 - 坂田雅彦
雑誌「zoom-in」の記者でアングラ劇団に日の目を当てる特集として劇団「エイトマン」の看板俳優である金子を取材する。

## スタッフ
- 監督：細野辰興
- 脚色：細野辰興、星貴則
- 原作：生江有二
- 音楽：籔中博章
- 撮影：栗山修司
- 編集：岡安肇
- 美術：尾関龍生
- 助監督：久保朝洋
- 音響効果：斉藤昌利（東洋音響カモメ）
- 企画：近藤晋、木村純一、見城徹
- 製作統括：早河洋、宮下昌幸、猿川直人、薬師寺衛
- プロデューサー：辻井孝夫、安村重幸、岩本太郎
- 製作委員会メンバー：東北新社、日活、テレビ朝日、アミューズピクチャーズ